# CYP26C1
CYP26C1‏ (Cytochrome P450 family 26 subfamily C member 1) هوَ بروتين يُشَفر بواسطة جين CYP26C1 في الإنسان.